# Reselets
Reselets (bulgariska: Реселец) är ett distrikt i Bulgarien.   Det ligger i kommunen Obsjtina Tjerven brjag och regionen Pleven, i den nordvästra delen av landet, 80 km nordost om huvudstaden Sofia.
I omgivningarna runt Reselets växer i huvudsak lövfällande lövskog. Runt Reselets är det ganska glesbefolkat, med 39 invånare per kvadratkilometer.